# Phyllomys brasiliensis
Phyllomys brasiliensis és una espècie de mamífer rosegador de la família de les rates espinoses. És endèmica de l'estat de Minas Gerais (Brasil), on ocupa una distribució de menys de 5.000 km². No se sap gaire cosa sobre el seu hàbitat i la seva història natural, tot i que se'n trobà un exemplar dins d'una cova. Està amenaçada per la fragmentació i la destrucció del seu entorn natural.